# Somnambulisme
El somnambulisme és un estat patològic molt similar al somni. Apareix generalment mentre la persona dorm i es manifesta amb una activitat en la qual el subjecte es mou, camina i parla. En alguns casos es pot provocar, com una forma d'hipnosi. El 19% de la població mundial és propensa a patir somnambulisme.
És un trastorn del son classificat com a parasòmnia, també anomenat noctambulisme. Les persones que el presenten desenvolupen activitats motores automàtiques que poden ser senzilles o complexes. Un individu somnàmbul pot sortir del llit, caminar, orinar o fins i tot sortir de casa, mentre roman inconscient i sense probabilitat de comunicació. És difícil despertar -encara que, en contra del que es creu comunament, no és perillós. El somnambulisme es produeix durant les fases 3 o 4 de la son, és a dir, l'etapa anomenada somni lent o son d'ones lentes (SOL), que mostren un electroencefalograma o polisomnograma. És més freqüent en nens i adolescents. En general, els episodis són aïllats, encara que poden tenir un caràcter recidivant en l'1 al 6 per cent dels pacients. La seva causa és desconeguda i no hi ha cap tractament eficaç. A la persona que presenta aquests símptomes se l'anomena somnàmbul o somnàmbula.
Es creu, erròniament, que el somnambulisme és la conversió, en l'estat de vigília, dels moviments físics que efectua l'individu en les escenes que està realitzant durant el seu somni. Però la realitat és que el somnambulisme es presenta durant les hores de la nit en què encara no s'ha presentat l'etapa o fase de moviments oculars ràpids (vegeu MOR o REM), que és aquella en què sí que solen presentar-se les imatges oníriques.
Activitats com menjar, banyar-se, orinar, vestir-se, o fins i tot manejar actuacions, xiular, i cometre assassinats han estat reportades o afirmades que han succeït durant el somnambulisme.
Els somnàmbuls corren més risc de danyar-se a si mateixos que a d'altres. Quan els somnàmbuls són un perill per a ells mateixos o per a d'altres (per exemple, quan pugen o baixen escales o tracten de fer servir una eina potencialment perillosa com una estufa o ganivet), és aconsellable allunyar-los del perill i portar-los novament al llit. S'ha reportat que gent ha mort o ha estat ferida com a resultat del somnambulisme. El somnambulisme no ha de confondre's amb una psicosi.

## Dades estadístiques
- El 19% de la població mundial és propensa a patir somnambulisme.[7]
- Un estudi va mostrar que la prevalença més gran de somnambulisme va ser del 16,7% en nens d'entre 11 i 16 anys.
- Alguns estudis proposen que el somnambulisme es manifesta més en els homes que en les dones.[8]
- S'han fet estudis que indiquen que si tots dos pares pateixen somnambulisme, hi ha una probabilitat d'un 60% que el fill pateixi de somnambulisme.

## Riscos per als somnàmbuls
Els somnàmbuls corren més risc de fer-se mal a si mateixos que als altres. Quan els somnàmbuls són un perill per a ells mateixos o per als altres (per exemple, quan pugen o baixen escales o tracten d'usar una eina potencialment perillosa com una estufa o un ganivet), és aconsellable allunyar-los del perill i portar-los novament al llit. S'han documentat casos de persones que han mort o han estat ferides com a resultat del somnambulisme.

## Com tractar algú amb somnambulisme
Sovint la millor manera de tractar amb somnàmbuls de manera segura és dirigir-los directament de tornada als seus llits. Així i tot, la persona pot continuar aixecant-se fins que ell o ella hagi acomplert la tasca que va disparar l'episodi en primera instància. Per exemple, si un somnàmbul està netejant - una activitat comuna en el somnambulisme - ajudar en la neteja pot ajudar a acabar l'episodi. Dient a la persona "Sembla que ho has netejat tot", pot ajudar a fer-li sentir que la tasca "necessària" ha estat finalitzada. Atès que els somnàmbuls tendeixen a no recordar res del que s'ha dit o fet durant l'episodi de somnambulisme, no hi ha necessitat de preocupar-se de situacions vergonyoses per la seva banda o per part del protagonista de l'episodi.
Els somnàmbuls són molt suggestionables. Tot el que veuen i escolten pot activar un altre comportament. Sovint, alguna cosa dita per una persona o fins i tot en un programa de televisió farà que el somnàmbul vulgui participar en les activitats esmentades, sempre que aquesta sigui una activitat la qual ell o ella està acostumada a sentir parlar o fer. Si el somnàmbul també parla, pot ser útil preguntar-li què està tractant d'aconseguir. Els somnàmbuls no són conscients del seu entorn real, així i tot és molt difícil que un somnàmbul reveli informació a qui no la donaria estant despert. També poden exhibir comportaments que es consideren vergonyosos, com orinar en llocs inadequats, tractar de menjar aliments invisibles, netejar mobles invisibles, o fins i tot intentar banyar-se o participar en relacions sexuals. El somnàmbul no és conscient de res del que està duent a terme, el que vol dir que pot realitzar qualsevol acció encara que sigui perillosa.

## Algunes conseqüències legals del somnambulisme
En 1846, Albert Tirrell va ser declarat innocent d'assassinat i incendi, argumentant que en fer-ho estava somnàmbul. Aquesta és la primera absolució per somnambulisme en la història de la defensa jurídica que es coneix.
Kenneth Parks, un jove de 23 anys, va conduir el seu automòbil fins a 15 milles de casa seva el maig de 1987. Allà va atacar al seu sogre deixant-lo inconscient i va apunyalar a la seva sogra, causant la mort d'aquesta. A continuació, es va dirigir a l'estació de policia dient, "Crec que han matat a algunes persones". Estava ensangonat i la seva mà estava greument ferida. Parks no va poder recordar res sobre l'agressió i l'assassinat i no tenia cap motiu per cometre'ls. Se'n va anar a dormir aquella mateixa nit pensant que aniria a visitar als seus sogres amb la seva esposa l'endemà per tal de parlar-los sobre les seves condicions econòmiques i el seu problema amb el joc. Després d'un any, va ser declarat innocent d'assassinat o de temptativa d'assassinat. Es va presentar una apel·lació però la seva absolució va ser confirmada. Ni tan sols va ser ingressat en un psiquiàtric, ja que el somnambulisme (en anglès noninsane automatisme) no és jurídicament considerat com un trastorn mental.
Si el pacient pateix a més terrors nocturns, llavors els seus actes de violència poden ser pitjors. El 1686, el coronel britànic Culpeper va matar un dels seus homes d'un tret en plena nit mentre feia la ronda. El coronel patia terrors nocturns i a més era somnàmbul, així que va ser considerat innocent. El mateix li va passar a C. K., un anglès que va estrangular la seva dona durant la nit mentre ella dormia.

## El somnambulisme en l'art i la cultura
En el segle xix, el químic i metafísic alemany Baró Karl Ludwig von Reichenbach va dur a terme amplis estudis sobre el somnambulisme, i va utilitzar els seus descobriments per a formular la seva teoria de l'Odic vigor.
El somnambulisme s'ha considerat un tema recurrent en moltes obres dramàtiques. Es tracta d'un element important en la pel·lícula de cinema mut de l'expressionisme alemany Das Kabinett des Dr. Kaligari (titulada en català: El gabinet del Doctor Caligari), de 1920. A Macbeth, de William Shakespeare, lady Macbeth és somnàmbula a causa de la seva immensa culpa i follia. El compositor italià Vincenzo Bellini va escriure l'òpera La somnàmbula, la qual porta el nom de la seva heroïna, una somnàmbula. A Fenòmens, una pel·lícula de Dario Argento (1985), la protagonista, Jennifer Corvino (Jennifer Connelly), és testimoni d'un assassinat mentre tenia un episodi de somnambulisme. En l'adaptació cinematogràfica del videojoc de terror Silent Hill, la filla del protagonista pateix de somnambulisme. A l'episodi pilot de la sèrie televisiva La càmera, una dona té relacions sexuals amb el seu exmarit mentre està somnàmbula i queda embarassada. A l'àlbum United Abominations de Megadeth la primera cançó es titula Sleepwalker, paraula que significa somnàmbul en anglès.
La sèrie animada Tom i Jerry també aborda aquest fenomen en el curt Jerry, Jerry, Quite Contrary (El somnàmbul) de 1966. En aquest curt, un somnàmbul Jerry lliga una corda a la cua d'en Tom i el treu per la xemeneia de la casa. Desesperat, Tom decideix fugir, però Jerry el segueix, encara somnàmbul.